# 馬歇爾本尼特群島

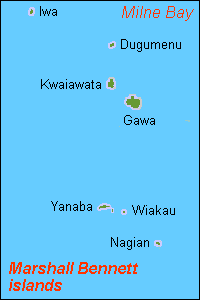

馬歇爾本尼特群島是巴布亞新幾內亞的群島，位於伍德拉克島以東40公里的所羅門海海域，由4個島嶼組成，行政方面由米爾恩灣省負責管轄。

## 外部連結
- http://rspas.anu.edu.au/lmg/masp/workingpapers/05/05_27_01_P2.PDF （页面存档备份，存于）

8°50′S 151°55′E / 8.833°S 151.917°E